# 운봉급 전차상륙함
운봉급 전차상륙함(UnBong Class Landing Ship, Tank)은 대한민국 해군의 전차상륙함 함급이다.

## 역사
운봉급 전차상륙함은 LST Mk.2의 파생형인 미국 해군의 LST-542급 전차상륙함 중 8척을 대한민국 해군에서 인수받아서 새로이 성립된 전차상륙함 함급으로, 8척 중에서 USS LST-1010을 1955년 3월 22일에 인수받아 새로운 홀넘버 LST-67과 새로운 이름인 운봉을 붙였다.
2006년 12월, 운봉함과 위봉함의 퇴역을 마지막으로 운봉급 상륙함은 모두 퇴역하였다.

## 제원
- 배수량 : 1,490톤
- 길이 : 100 m
- 폭 : 15 m
- 흘수 : 2.4 m
- 추진방식 : 디젤엔진 2기
- 속도
  - 순항 : 9 노트
  - 최대 : 10.8 노트

## 함선 목록

운봉급 전차상륙함의 사진
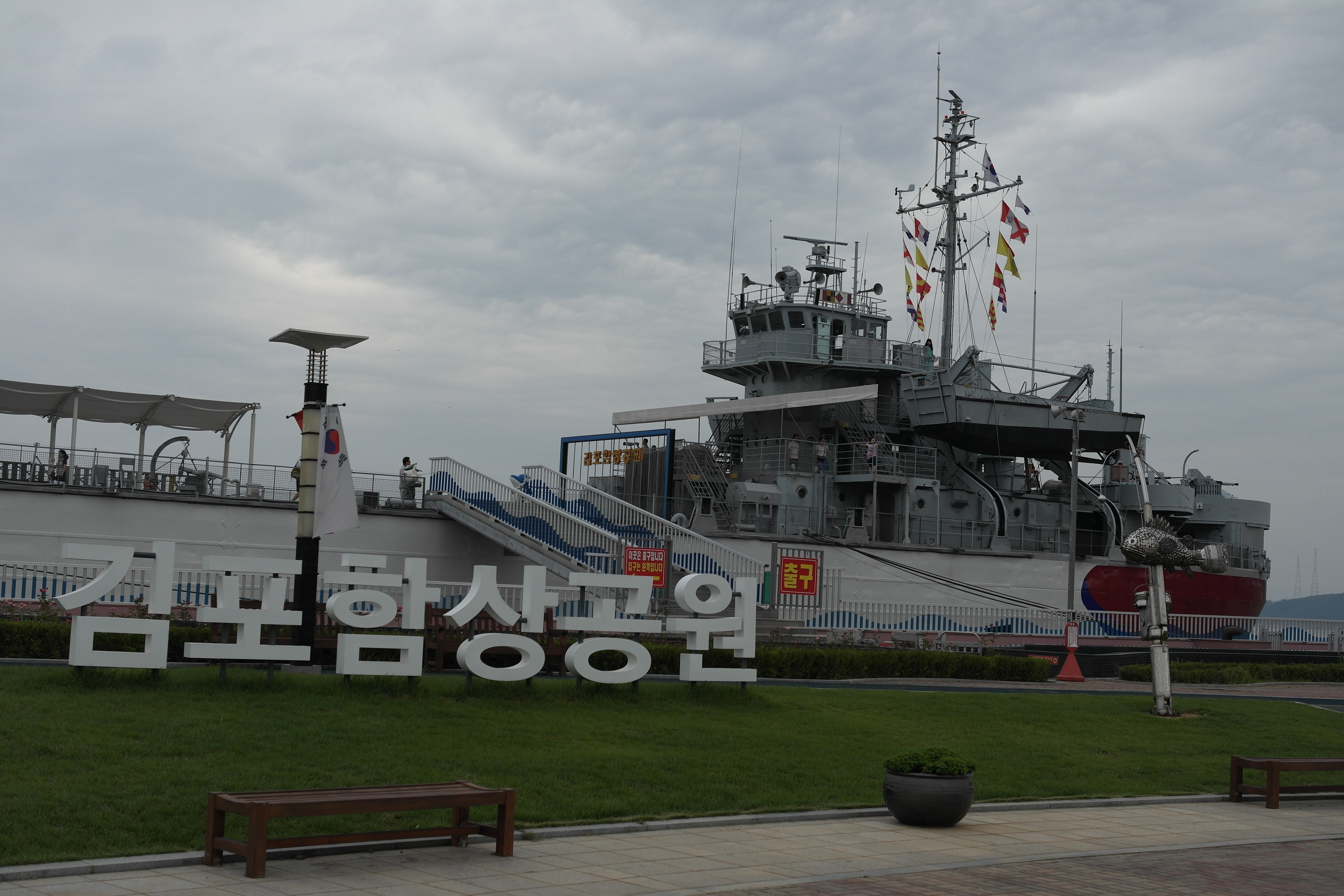
LST-671 운봉
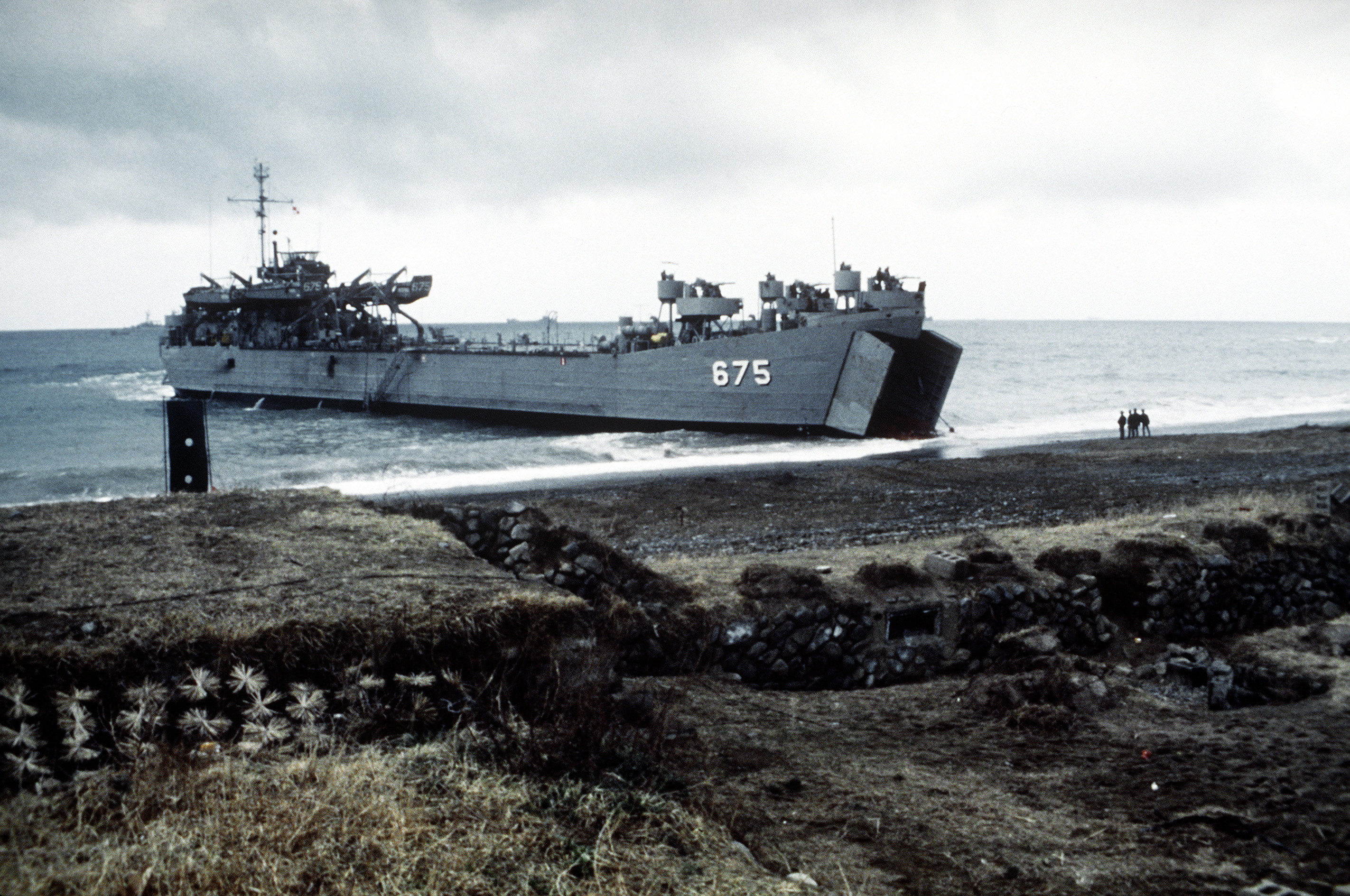
LST-675 개봉
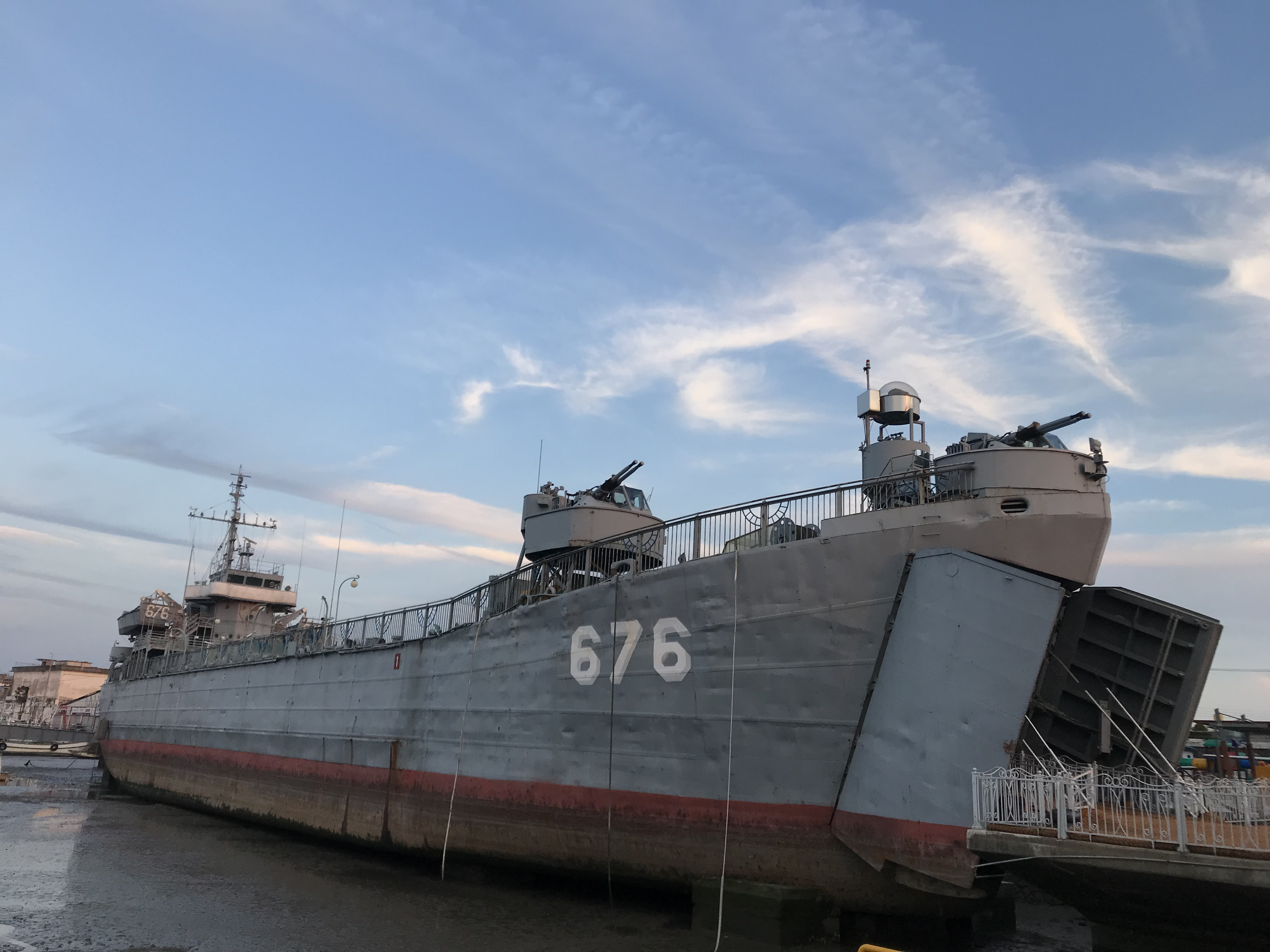
LST-676 위봉
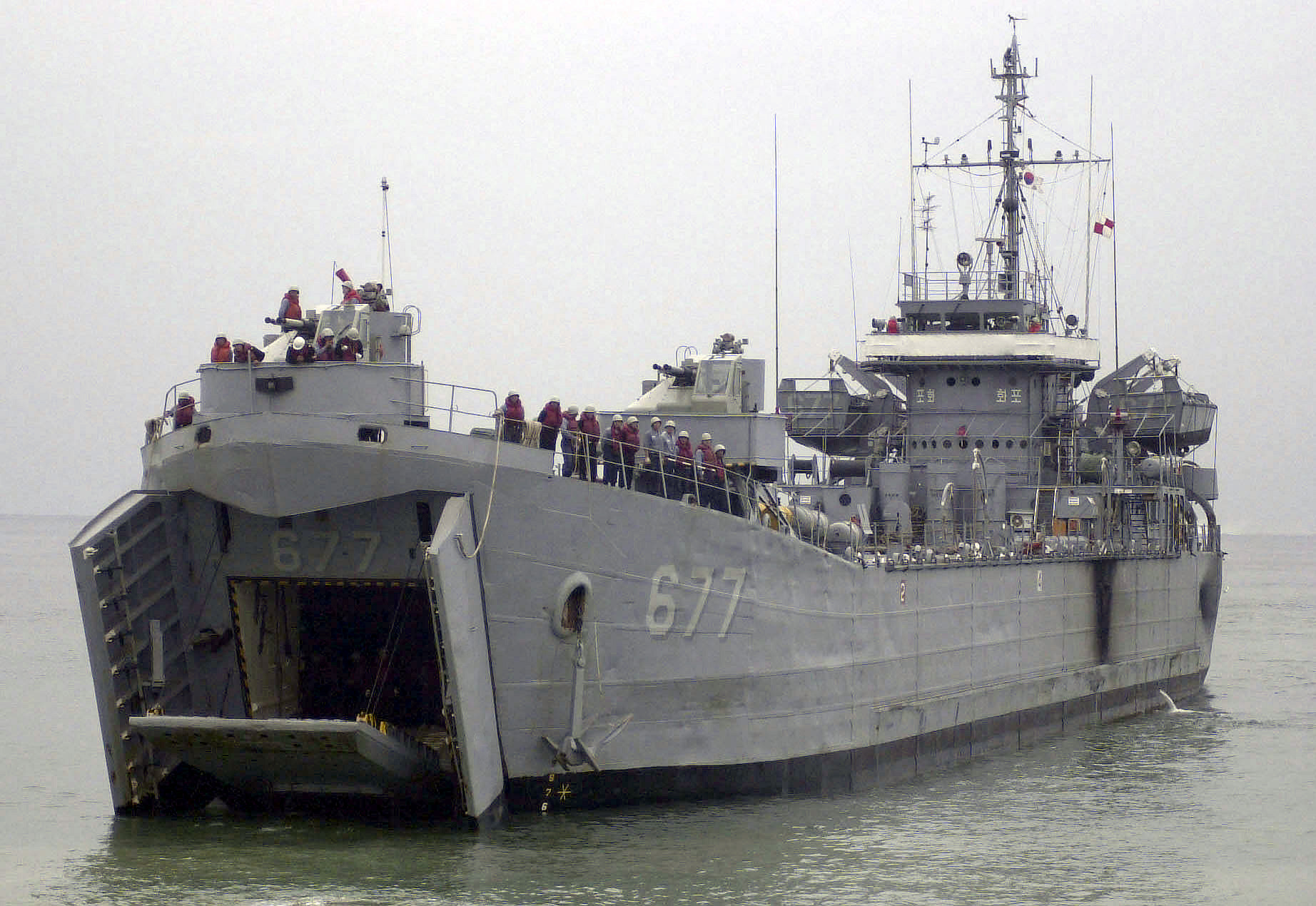
LST-677 수영
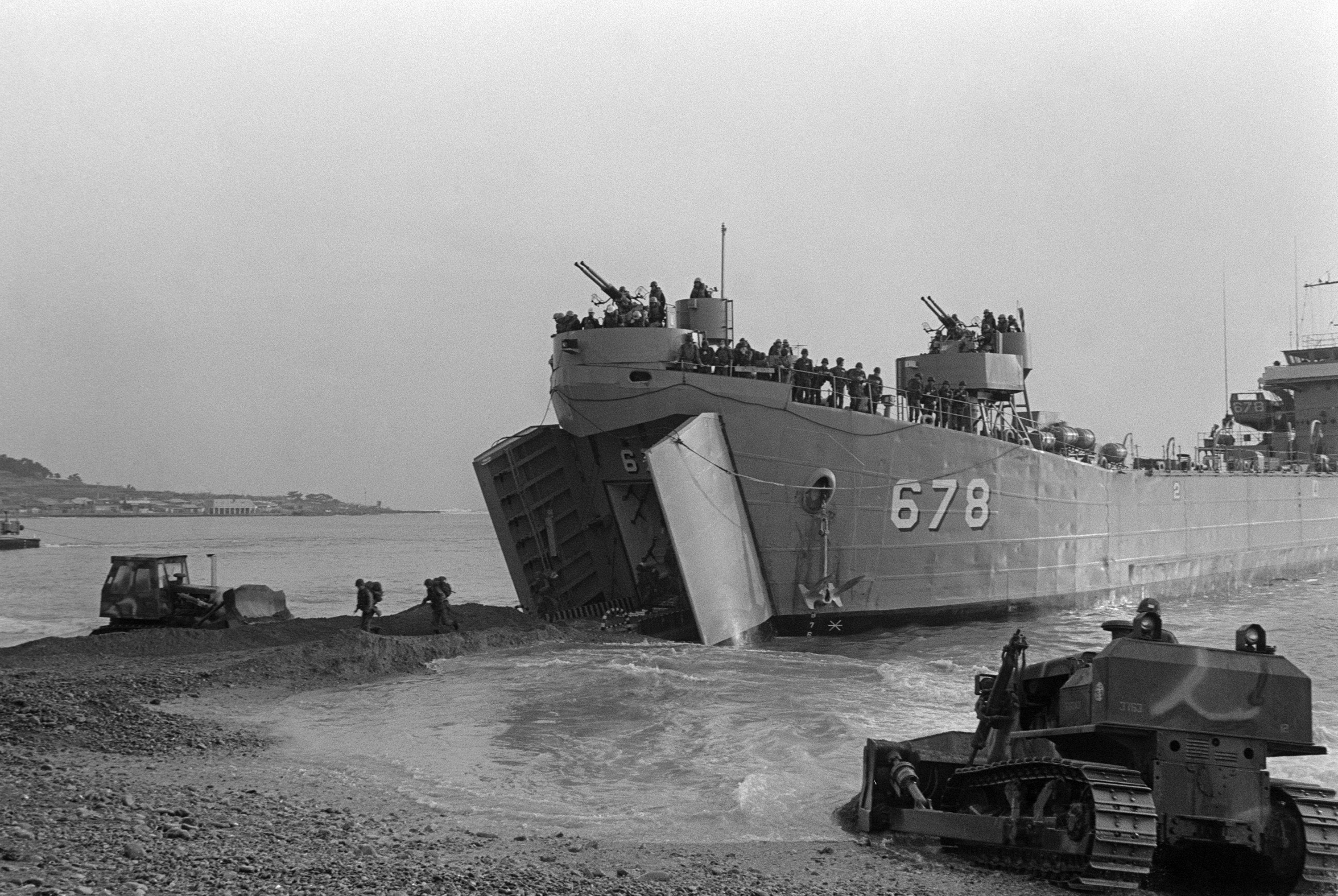
LST-678 북한

1. LST-671 운봉/USS (LST-1010)
2. LST-672 덕봉
3. LST-673 비봉
4. LST-675 개봉
5. LST-676 위봉/USS 존슨 카운티 (LST-849)
6. LST-677 수영/USS 케인 카운티 (LST-853)
7. LST-678 북한/USS 린 카운티 (LST-900)
8. LST-679 화산/USS 펜더 (LST-1080)